# Maladie génétique
 (août 2023).
Si vous disposez d'ouvrages ou d'articles de référence ou si vous connaissez des sites web de qualité traitant du thème abordé ici, merci de compléter l'article en donnant les références utiles à sa vérifiabilité et en les liant à la section « Notes et références ».
Une maladie génétique est une maladie due à une ou plusieurs anomalies sur un ou plusieurs chromosomes qui entraînent un défaut de fonctionnement de certaines cellules de l'organisme. Ces cellules fabriquent des protéines. L'activité et la structure de chaque protéine est déterminée par l'information génétique contenue dans un gène. Si le gène est altéré, il entraîne la cellule dans un dysfonctionnement, qui peut se révéler, à tout âge de la vie, avec l'expression d'une maladie.
Les maladies génétiques sont dites dominantes ou récessives, si l'allèle responsable est ou non dominant (chez un individu chaque gène est représenté par deux allèles).
On peut aussi les classer en fonction de la position du gène responsable de l'anomalie. S'il est situé sur la paire de chromosomes sexuels, la maladie est dite « gonosomale », s'il est localisé sur une paire de chromosomes homologues, la maladie est dite « autosomale ». On parle donc de maladie autosomale récessive (ex. : phénylcétonurie) ou de maladie gonosomale récessive (ex. : hémophilie).
Parmi les maladies génétiques, on trouve aussi bien des affections bénignes ou faiblement handicapantes, comme le daltonisme par exemple, que des affections extrêmement graves. Mais leur caractéristique commune est généralement d'être une affection à vie et qu'elle peut dans certains cas être transmise à la descendance, puisque inscrite dans les gènes de l'individu.
Maladies rares (c'est-à-dire dont la fréquence est inférieure à un malade pour 2 000 personnes) elles représentent environ 80 % de celles-ci, soit environ 6 000 pathologies.
Toutes les maladies génétiques ne sont pas héréditaires, la mutation génétique portée par un gamète n'étant pas nécessairement présente sur le génome de l'émetteur dudit gamète. En revanche, toutes les maladies héréditaires ont, selon toute logique, une composante génétique.

## Maladies héréditaires multifactorielles
Un grand nombre des anomalies congénitales (c'est-à-dire présentes à la naissance) les plus courantes sont des caractères multifactoriels causés par des facteurs environnementaux et génétiques.
Parmi les anomalies de ce type, il faut citer le bec-de-lièvre et la fissure palatine, la sténose du pylore (occlusion de l'estomac) et les malformations du tube neural (spina bifida et anencéphalie). 
Son risque d'apparition chez les frères, les sœurs ou les descendants est d'environ 3 à 5 % selon le sexe de l'enfant atteint. On peut détecter les malformations du tube neural avant la naissance.
Les facteurs génétiques et environnementaux spécifiques de la plupart de ces anomalies n'ont pas encore été déterminés, mais on sait que la spécificité individuelle des antigènes HLA (c'est-à-dire les marqueurs situés à la surface des leucocytes humains), qui peuvent maintenant être identifiés grâce à la technologie de l'ADN, influent sur la vulnérabilité aux maladies associées au système immunitaire.
Des maladies ayant une origine pour partie génétique (une mutation d'un gène pouvant aussi parfois n'être qu'un facteur de risque, et non une cause directe de maladie) peuvent aussi apparaître chez l'adulte comme la maladie de Parkinson et probablement bien d'autres.

## Mécanismes des maladies génétiques

### Maladies génétiques héréditaires monofactorielles par variant pathologique
Lorsque des anomalies génétiques sont résultat d'une simple mutation de gène, elles peuvent être transmises aux générations suivantes par l'une de ces voies, quoique l'imprégnation génomique et la disomie uniparentale peuvent influencer les schémas de transmission.
| Type de transmission  | Description | Exemples                                                         |
| --------------------- | --- | ---------------------------------------------------------------- |
| Autosomique dominante | La présence d'un seul allèle morbide chez au moins un des deux sujets parents est suffisante pour que la maladie s'exprime. | Maladie de Huntington, Achondroplasie                            |
| Autosomique récessive | Un couple constitué de deux personnes saines, mais possédant une seule copie du gène mutant ont, à chaque grossesse, 25 % de risques d'avoir un enfant atteint par l'anomalie. | Drépanocytose, Mucoviscidose, Phénylcétonurie, maladie de Wilson |
| Dominante liée à l'X  | Les anomalies à transmission dominante liée à l'X sont dues à des mutations de gènes situés sur le chromosome X. Seul un petit nombre d'anomalies possède ce mode de transmission. Les femmes sont plus souvent atteintes que les hommes, et le risque de transmission d'une anomalie dominante liée à l'X diffère selon le sexe. Les fils d'un homme atteint d'une anomalie dominante liée à l'X reçoivent leur chromosome Y, donc ne reçoivent jamais le X muté paternel ; ses filles par contre le seront bien. Une femme atteinte d'une anomalie dominante liée à l'X aura à chaque grossesse 50 % de risques d'avoir une fille ou un fils atteint.                                                        | Syndrome de l'X fragile                                          |
| Récessive liée à l'X  | Les anomalies à transmission récessive liée à l'X sont également dues à des mutations de gènes situés sur le chromosome X. Les hommes sont plus souvent atteints que les femmes, et le risque de transmission d'une anomalie récessive liée à l'X diffère selon le sexe. Les fils d'un homme atteint d'une anomalie récessive liée à l'X reçoivent le chromosome Y de leur part, donc ne reçoivent jamais le X muté paternel; ses filles reçoivent par contre le X muté, donc une copie du gène mutant. Une femme atteinte d'une anomalie récessive liée à l'X aura à chaque grossesse 50 % de risques d'avoir un fils atteint et 50 % de risques d'avoir une fille porteuse d'une seule copie du gène mutant. | hémophilie A, Maladie de Duchenne, Syndrome de Lowe              |
| Mitochondrial         | Ce type de transmission, également appelé transmission maternelle, s'applique à des gènes de l'ADN mitochondrial. Vu que seuls les ovocytes apportent les mitochondries de l'embryon en gestation, seules les femmes sont à même de transmettre les particularités des mitochondries à leurs enfants. | Neuropathie optique de Leber                                     |

### Maladies génétiques par expansion
Ce groupe de maladie génétique se caractérise par la répétition d'un groupe de nucléotide au cours de la fécondation. En fonction du nombre de répétition(s), l’individu aura ou n'aura pas la maladie. S'il n'a pas la maladie, son descendant pourra l'avoir. Le cas le plus connu de maladie génétique à anticipation est la chorée de Huntington.

## Diagnostic
- Anamnèse familiale
- La recherche de symptômes associés (troubles neurologiques, malformations, troubles du comportement) et l’étude d’une éventuelle dysmorphie

Une consultation en génétique jugera la nécessité d’effectuer :
- un caryotype (étude globale des chromosomes) ;
- un F.I.S.H. = Hybridation in situ fluorescente permettant de visualiser une anomalie chromosomique de petite taille ;
- puces à ADN (CGH arrays) permettant l’étude globale du génome avec une très haute résolution ;
- éventuellement demande d’examens biologiques de 2e intention (exemple : chromatographie des acides aminés sanguins et urinaires à la recherche d’une erreur innée du métabolisme).

## Traitement
Le traitement de ces maladies a longtemps été le parent pauvre du reste de la médecine à cause des difficultés d'analyse, de diagnostic (dans certains cas) et du peu de solutions à offrir aux patients (pour beaucoup des pathologies).
Pendant longtemps, la médecine n'a pas disposé de moyens d'analyse et de diagnostic en dehors des symptômes extérieurement observables (quoique parfois très visibles). Le XXe siècle a apporté la capacité relativement accessible d'analyser ces maladies sur leurs causes par la connaissance pratique du génome.
L'identification progressive de gènes impliqués dans le déclenchement ou la transmission des maladies héréditaires a offert à la médecine la possibilité de fournir un diagnostic précoce et fiable (éventuellement avant la naissance d'un enfant ou antérieurement à l'implantation lors d'une fécondation in vitro, par exemple). Cette capacité de diagnostic a profondément transformé la manière d'envisager de donner la vie pour des couples susceptibles de transmettre une affection à caractère héréditaire.
Si de nombreuses maladies héréditaires disposent d'un traitement approprié des symptômes, ce n'est pas le cas de toutes. Dans le cas général, la présence de la cause dans le génome complique singulièrement la tâche du praticien.
Les thérapies géniques envisagent de réaliser une modification du patrimoine génétique dans l'être vivant (par l'emploi d'un virus modifié ou toute autre approche). Elles apportent un espoir de solution et de pronostic favorable à certains malades. Toutefois, sauf cas particulier, elles ne sont encore aujourd'hui qu'à l'état d'ébauche ou de recherche.

## Les maladies génétiques
La liste des maladies génétiques connues s'allonge régulièrement à la suite des progrès de la médecine et de la recherche biomédicale.
Parmi les principales maladies génétiques figurent :
- l'hémochromatose (accumulation excessive du fer)
- la mucoviscidose (maladie du système respiratoire et digestif) ;
- la neurofibromatose de type 1 (atteintes cutanées et nerveuses) ;
- la myopathie de Duchenne (maladie neuromusculaire).
- l'hémophilie (déficit de la coagulation sanguine) ;

### Par organe, appareil ou fonction
- Les maladies constitutionnelles de l'os sont regroupées d'après la classification internationale des maladies constitutionnelles de l'os de 2001 révisée en 2003
- Les maladies métaboliques congénitales
- Les maladies neuro-musculaires héréditaires

### Chromosomes sexuels
Plusieurs formes d'aneuploïdie conduisent à des individus viables et parfois même fertiles. Certaines d'entre elles, comme la trisomie 21 ont un phénotype très facilement identifiable.
Lorsque l'aneuploïdie concerne les chromosomes sexuels, le système XY de détermination sexuelle perd sa pertinence. L'engagement de la voie de développement mâle requiert l'expression du gène SRY, qui dans la grande majorité des cas est situé sur le chromosome Y. Le phénotype sera donc de type mâle si au moins un chromosome Y est présent.
Parmi ces aneuploïdies sexuelles, les plus communes sont trois trisomies : le syndrome triple x, le syndrome de Klinefelter et le Syndrome 47,XYY. Il existe aussi des aneuploïdies tétrasomiques : la tétrasomie X pour les femelles, et le syndrome 48,XXYY pour les mâles. La fertilité des tétrasomiques femelles est avérée, mais pas celle des mâles. Enfin, au moins une variante pentasomique, 49,XXXYY, est répertoriée.
À toutes ces variantes chromosomiques correspondent une version polyploïde, beaucoup plus rare. Les polyploïdies diffèrent des polysomies dans la mesure où le polyploïdisme résulte de la scission méotique normale d'une cellule, et non d'une méiose défectueuse résultant à un chromosome dupliqué dans la gamète. Les individus polyploïdes sexuels n'ont en général pas un phénotype pathologique, contrairement aux individus polysomiques. Ils sont aussi fertiles.
Les aneuploïdies sexuelles ont un phénotype bien plus difficile à discerner que pour les autres types d'aneuploïdies. Par conséquent, elles ne sont souvent diagnostiquées que lorsqu'un patient se plaint de stérilité. Par ailleurs, comme ces aneuploïdies concernent les chromosomes sexuels, leur phénotype ne devient pleinement discernable qu'après la puberté.

### Liste simplifiée de quelques maladies par localisation chromosomique
Liste non limitative.
Il faut savoir toutefois qu'une maladie se caractérise parfois par des anomalies génétiques situées sur plusieurs chromosomes différents, et que pour une pathologie donnée, les localisations ne sont pas toutes impliquées (ex. : Maladie d'Alzheimer chromosomes impliqués : 1, 4, 7, 10, 12, 14 17, 19, 20 et 21).